# Savile Crossley, 1. Baron Somerleyton

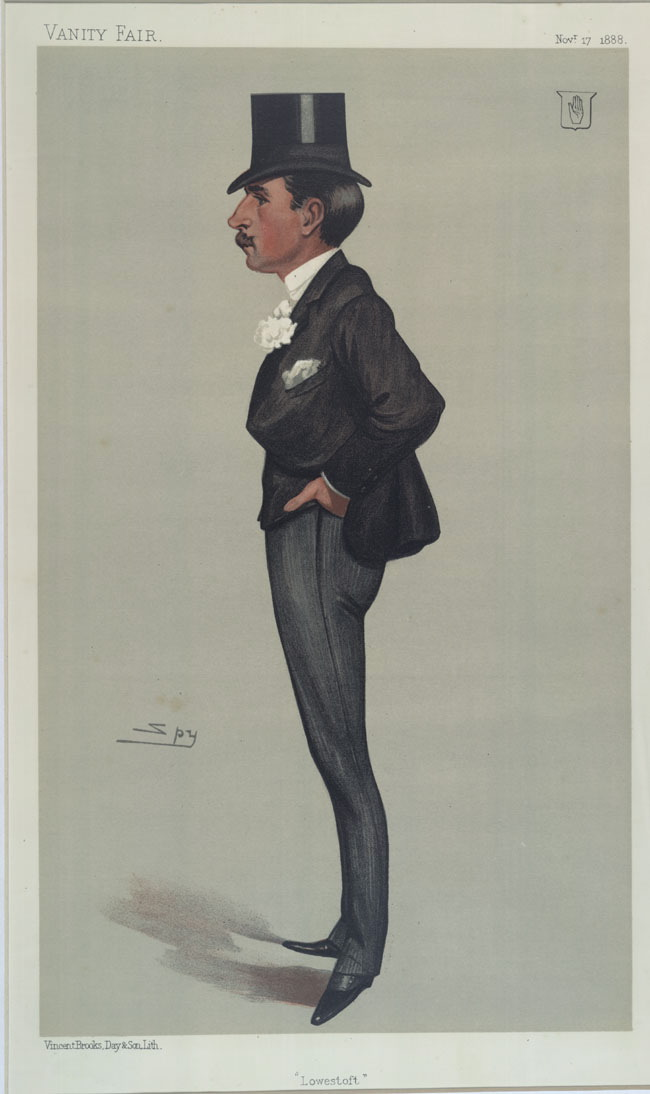
Savile Crossley, 1. Baron Somerleyton (Karikatur im Magazin Vanity Fair vom 17. November 1888)

Savile Brinton Crossley, 1. Baron Somerleyton GCVO PC DL JP (* 14. Juni 1857; † 25. Februar 1935) war ein britischer Politiker der Liberal Party sowie später der Liberalen Unionisten, der 13 Jahre lang Abgeordneter des House of Commons und Paymaster General war.

## Leben
Crossley war der Sohn des Teppichfabrikanten Francis Crossley, der 20 Jahre lang bis zu seinem Tod ebenfalls Abgeordneter des House of Commons war sowie am 23. Januar 1863 Baronet, of Belle Vue in the County of York and of Somerleyton in the County of Suffolk, wurde. Beim Tod seines Vaters am 5. Januar 1872 erbte er den Titel als 2. Baronet. Er absolvierte nach dem Besuch des Eton College ein Studium am Balliol College der University of Oxford. Im Anschluss leistete er seinen Militärdienst und wurde 1885 zum Major der 1st Suffolk Yeomanry befördert.
Am 24. November 1885 wurde Crossley für die Liberal Party als Abgeordneter in das House of Commons gewählt und vertrat dort bis zum 4. Juli 1892 den neu geschaffenen Wahlkreis Lowestoft. Nachdem er 1896 High Sheriff von Suffolk war, nahm er in der Imperial Yeomanry zwischen 1899 und 1901 am Zweiten Burenkrieg teil.
Crossley, der zeitweilig auch Deputy Lieutenant (DL) von Suffolk sowie Justice of the Peace (JP) von Norfolk war, wurde am 1. Oktober 1900 als Kandidat der Liberalen Unionisten erneut Mitglied des Unterhauses, in dem er nun bis zum 12. Januar 1906 gemeinsam mit John Henry Whitley den Wahlkreis Halifax vertrat. Während der Amtszeit von Premierminister Arthur Balfour war er von Juli 1902 bis Dezember 1905 Generalzahlmeister (Paymaster General) und wurde auch zum Privy Counsellor (PC) ernannt.
Nach seinem Ausscheiden war er zwischen 1906 und 1909 als Oberst Kommandierender Kriegsführungsoffizier (Commanding Principal Warfare Officer) der Royal Garrison Artillery (RGA) von Norfolk und wurde anschließend für seine Verdienste zum Knight Commander des Royal Victorian Order (KCVO) geschlagen.
Durch ein Letters Patent vom 26. Juni 1916 wurde Crossley als Baron Somerleyton, of Somerleyton in the County of Suffolk, zum erblichen Peer erhoben und gehörte seither als Mitglied dem House of Lords an. 1922 wurde er zudem zum Knight Grand Cross des Royal Victorian Order (GCVO) erhoben.
Aus seiner am 14. Dezember 1887 geschlossenen Ehe mit Phyllis Bathe, einer Tochter von General Henry Percival de Bathe, gingen fünf Kinder hervor, darunter Francis Savile Crossley, der nach dem Tod seines Vaters die Titel als 2. Baron Somerleyton und 3. Baronet erbte.